# Ontwapeningscrisis van Irak in 2002
De ontwapeningscrisis van Irak was een internationale crisis tussen Irak en met name de Verenigde Staten in 2002, die zou eindigen in de Irakoorlog in 2003. 

## Achtergrond
In oktober 2002 kreeg de Amerikaanse president George Bush van het Amerikaanse Congres toestemming om oorlog te voeren met Irak. De "Joint Resolution to Authorize the Use of United States Armed Forces Against Iraq" bevatte de aanmoediging, maar niet de vereiste, om van de Veiligheidsraad van de Verenigde Naties goedkeuring voor militaire actie te verkrijgen.
Uiteindelijk nam de Veiligheidsraad op 8 november 2002 unaniem resolutie 1441 aan, die het Iraakse regime een laatste kans bood eerdere resoluties uit te voeren, op straffe van ‘ernstige gevolgen’. Irak werkte mee, maar allesbehalve van harte, en slaagde er daardoor in de eensgezindheid in de Veiligheidsraad te doorbreken. De VS en het Verenigd Koninkrijk vonden begin 2003 dat de Iraakse president Saddam Hoessein zijn laatste kans verspeeld had, terwijl andere landen, waaronder Frankrijk en Duitsland, van mening waren dat de inspecties meer tijd moesten krijgen.
Toen duidelijk werd dat er in de Veiligheidsraad geen meerderheid te vinden was voor een resolutie die militair geweld zou rechtvaardigen, en dat het waarschijnlijk was dat Frankrijk en wellicht Rusland en China een veto uit zouden spreken tegen een dergelijke resolutie, besloten de VS en de Britten Irak een ultimatum te stellen zonder expliciete machtiging van de Veiligheidsraad. De eisen in het ultimatum (onder meer het aftreden van Saddam Hoessein), en de korte tijd van slechts enkele dagen, maakten het op voorhand duidelijk dat die niet ingewilligd zouden worden.
Op 15 en 16 maart 2003 ontmoetten president Bush, de Britse Eerste minister Tony Blair en de Spaanse premier José María Aznar elkaar op de Azoren, waar ze met elkaar de crisis bespraken. Bush verklaarde daarop dat "de diplomatie was mislukt" om Irak zich aan de VN-resoluties te houden. Hij maakte ook bekend dat hij militairen zou gaan sturen naar Irak, om het regime van Saddam Hoessein omver te werpen. Op 20 maart 2003 viel de zogenaamde Coalition of the Willing het land binnen, wat doorgaans als het begin van de Irakoorlog wordt gezien.

## Belangrijkste punten uit VN-resolutie 1441
- Irak moet uiterlijk op 15 november 2002 bevestigen dat het volledig gehoor geeft aan de bepalingen uit de resolutie.
- Irak moet uiterlijk 8 december alle programma's, materialen en plaatsen bekendmaken voor de vervaardiging en ontwikkeling van chemische, biologische en nucleaire wapens.
- Uiterlijk op 23 december moeten de wapeninspecteurs hun werk beginnen. Zestig dagen daarna moeten zij aan de Veiligheidsraad rapporteren.
- De inspecteurs moeten overal toegang krijgen, ook tot Saddam Hoesseins presidentiële paleizen.
- De inspecteurs mogen iedereen in Irak ondervragen zonder dat vertegenwoordigers van de regering daarbij aanwezig zijn.
- Elke verstoring van de inspecties door Irak moeten de wapeninspecteurs direct aan de Veiligheidsraad rapporteren, evenals elk teken dat Irak niet meewerkt aan de verplichting om te ontwapenen.

## Eerste rapport Hans Blix

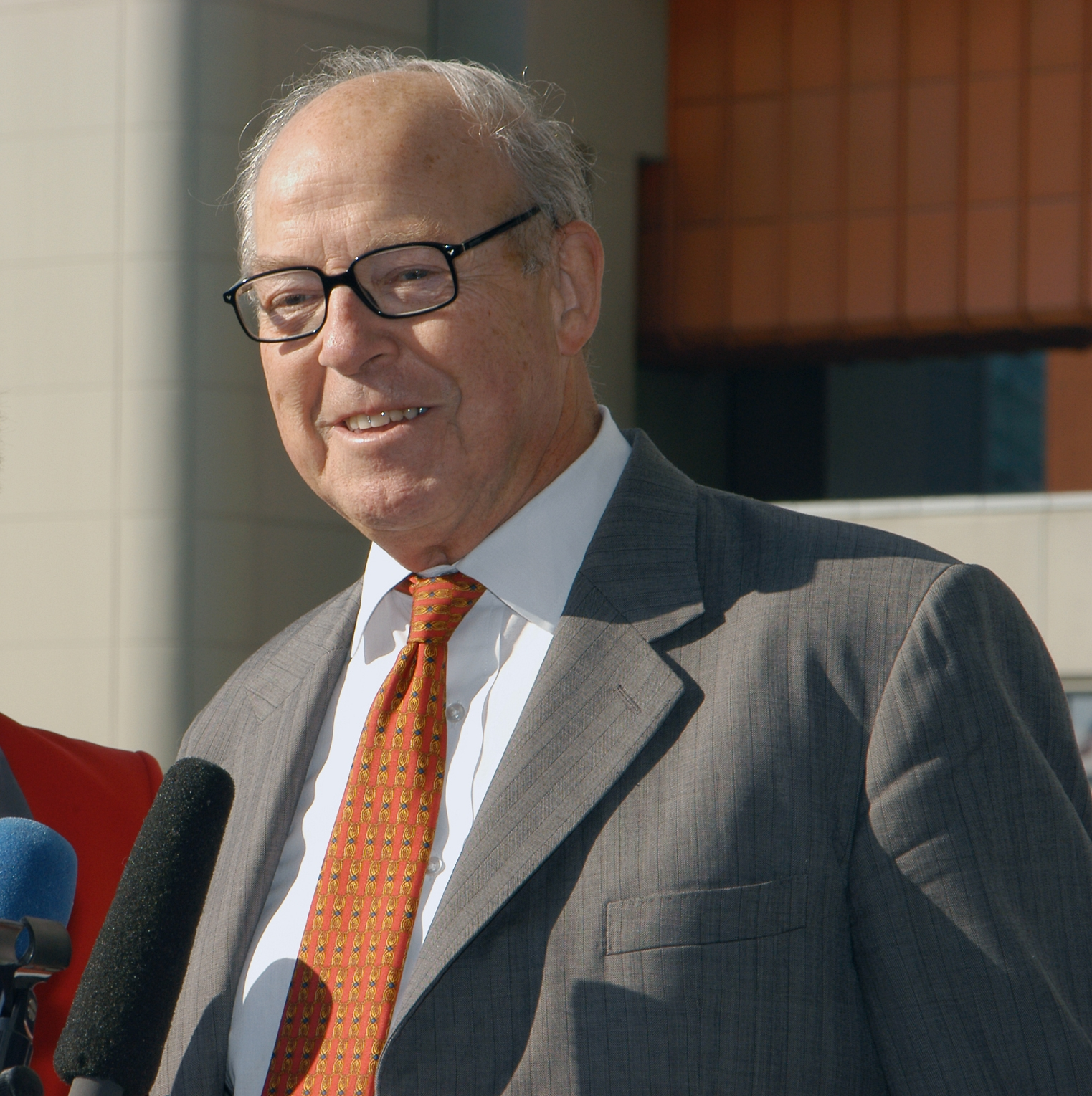
Hans Blix 2002

Irak leverde, zoals afgesproken in de resolutie, op 8 december 2002 een 12.000 pagina's tellend rapport in over zijn wapenprogramma, dat door de VN kritisch werd bekeken. Ruim anderhalve maand later, op 27 januari 2003, brachten Hans Blix, hoofd van het VN-wapeninspectieteam in Irak, en Mohammed el-Baradei, hoofd van het Internationale Atoomenergie Agentschap IAEA, verslag uit aan de VN-Veiligheidsraad over het verloop van de inspecties.
Harde bewijzen dat Irak over massavernietigingswapens beschikte waren toen nog niet gevonden. Blix meldde dat Irak goed meewerkte om de locaties die het team wilde onderzoeken toegankelijk te maken, maar hij was ontevreden over de inhoudelijke medewerking van Irak. Zo had het inspectieteam nog nauwelijks gelegenheid gekregen om Iraakse wetenschappers te ondervragen. Het Iraakse rapport bevatte volgens Blix oud materiaal en vele vragen bleven daarin nog onbeantwoord.
ElBaradei liet weten dat zijn inspecteurs nog geen bewijs hadden gevonden dat erop wees dat Irak zijn chemische of nucleaire programma weer had opgestart. Hij zegt dat de inspecteurs "nog enkele maanden" nodig hebben om hun werk af te maken.
De Verenigde Staten en het Verenigd Koninkrijk waren er na de eerste rapportage van Blix en ElBaradei van overtuigd dat Irak over massavernietigingswapens beschikte en meenden dat Saddam Hoessein de resolutie schond omdat hij onvoldoende meewerkte aan ontwapening. Maar de drie andere permanente leden van de Veiligheidsraad, Frankrijk, Rusland en China, waren van mening dat de wapeninspecteurs meer tijd moesten krijgen om hun werk te doen.
Afgesproken werd dat het inspectieteam in ieder geval op 14 februari een tweede rapportage zou presenteren.

## Toespraak Powell
Een volgend belangrijk moment was 5 februari 2003, de dag waarop de Amerikaanse minister van Buitenlandse Zaken, Colin Powell, zijn 'bewijs tegen Irak' presenteerde voor de Veiligheidsraad. Hij liet afgeluisterde telefoongesprekken tussen Iraakse militairen horen en toonde satellietfoto's, waaruit moest blijken dat Irak over mobiele militaire laboratoria voor chemische en biologische wapens beschikte.
Powell zei ook dat Irak banden onderhield met het terroristennetwerk al-Qaeda en dat het land over een geheim kernwapenprogramma beschikte. Hij baseerde zich op informatie die afkomstig was van Amerikaanse en buitenlandse bronnen en veiligheidsdiensten.
Frankrijk, Duitsland, Rusland en China bleven ook na de rede van Powell van mening dat de inspecteurs meer tijd nodig hadden voor onderzoek. Irak deed het verhaal van Powell af als "leugens en verzinsels" en "een poging om een oorlog te rechtvaardigen".

## Tweede rapport Hans Blix

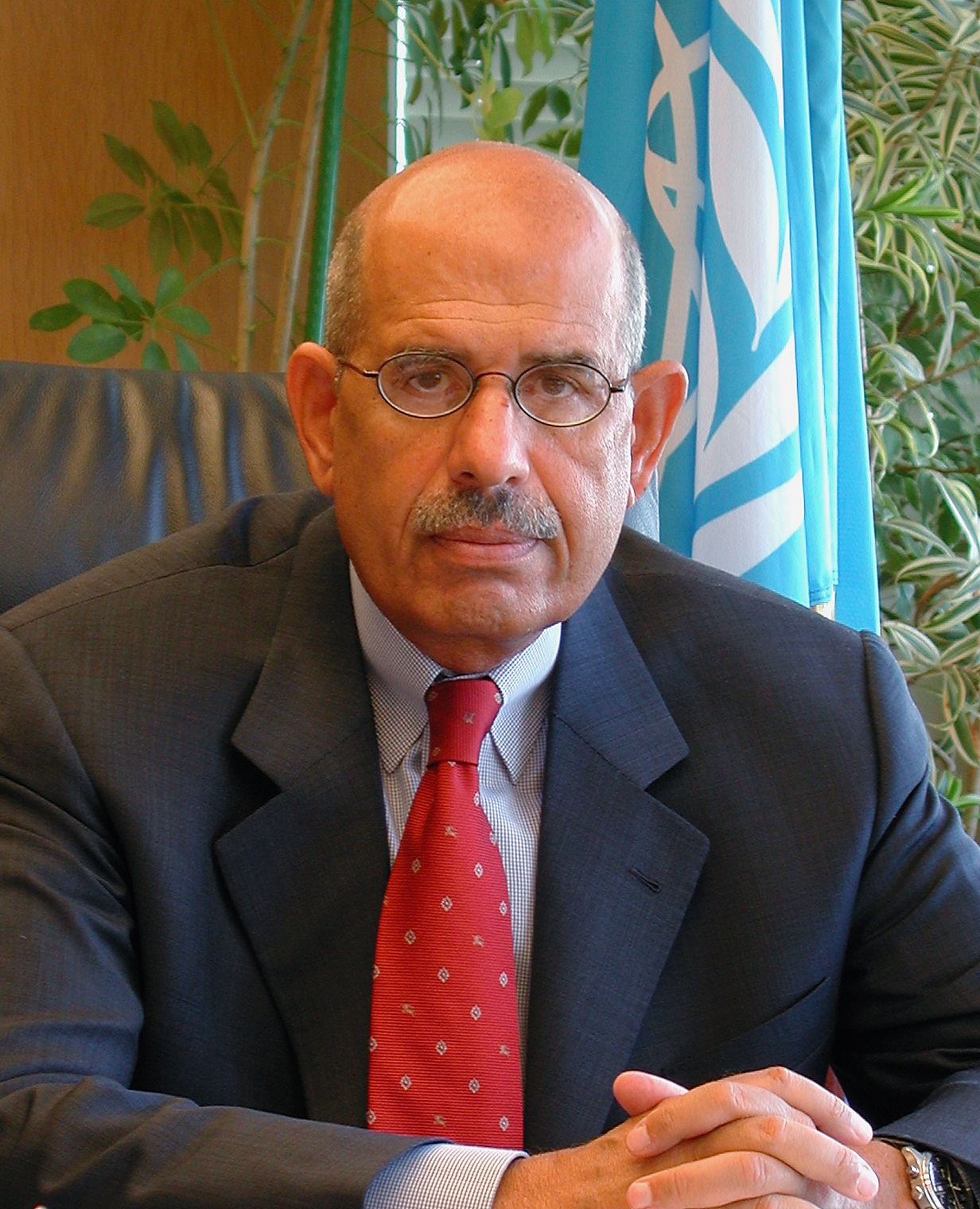
Mohammed el-Baradei

Na elf weken en ruim vierhonderd inspecties brachten Blix en ElBaradei op 14 februari 2003 opnieuw verslag uit aan de VN-Veiligheidsraad. Blix meldde dat de wapeninspecteurs geen massavernietigingswapens hadden gevonden in Irak. ElBaradei van het Internationale Atoomagentschap (IAEA) zei dat er geen bewijs van verboden nucleaire activiteiten was gevonden, "maar dat een aantal zaken nog wordt onderzocht".
Maar volgens Blix had Irak evenmin het overtuigende bewijs geleverd dat die wapens en stoffen vernietigd waren. Het betrof onder meer voorraden antrax, zenuwgas en langeafstandsraketten. Er werden wel raketten gevonden die een grotere afstand konden afleggen dan de 150 kilometer die was toegestaan door de VN.
Blix betoogde dat Irak wel beter meewerkt, maar dat er nog vragen onbeantwoord blijven. De inspecteurs hadden gesprekken gevoerd met drie Iraakse wetenschappers, maar Irak stond geen nieuwe ontmoetingen met deskundigen toe. Blix zei te hopen dat dat veranderde.
De twee rapportages van Blix en ElBaradei hadden de status quo binnen de VN-Veiligheidsraad niet veranderd. De Verenigde Staten en het Verenigd Koninkrijk bleven voorstander van militair ingrijpen. Frankrijk, Rusland, China en de voorzitter van de Raad, Duitsland, wilden de wapeninspecties voortzetten en zelfs opvoeren. Er werd pas een beslissing verwacht nadat de inspecteurs op 1 maart opnieuw een rapportage zouden hebben uitgebracht.

## Voorstel tweede resolutie
Op 24 februari dienden de Verenigde Staten, het Verenigd Koninkrijk en Spanje een ontwerptekst van een nieuwe resolutie in die het ontwapenen van Irak met geweld rechtvaardigde. Hierin stond dat Irak sinds 1990 meer dan tien VN-resoluties had geschonden, inclusief resolutie 1441. Irak heeft daarmee zijn laatste kans voor een vreedzame oplossing verspeeld, zo luidde de tekst.
Frankrijk kwam met een tegenvoorstel aan de Veiligheidsraad. Dit behelsde voortzetting en intensivering van de VN-wapeninspecties. In het voorstel was ook een stappenplan opgenomen om Irak te ontwapenen. Daarin stond dat de wapeninspecteurs elke drie weken verslag moesten uitbrengen en dat de inspecties werden verlengd met vier maanden.
Frankrijk stelde overigens nadrukkelijk dat de inspecties niet eindeloos konden doorgaan en dat Irak hoe dan ook moest ontwapenen. Duitsland en Rusland zetten hun handtekening onder het voorstel. China tekende niet, maar steunde het voorstel wel. 

## Derde rapport Hans Blix
Op 7 maart brachten Hans Blix en Mohammed ElBaradei opnieuw verslag uit over hun bevindingen in Irak. Blix zei in zijn toespraak dat het regime in Bagdad beter meewerkte dan in de maand ervoor. Zo stuitten de inspecteurs op weinig problemen bij het krijgen van toegang door de Irakezen. Ook was hij vol lof over de destructie van 34 al-Samoud-raketten, die volgens de VN een te groot bereik hebben.
Blix suggereerde dat de coöperatieve houding van Saddam Hoessein mede het gevolg was van de toenemende militaire druk. De VS en het VK hadden inmiddels meer dan 200.000 militairen in de regio gestationeerd.
Volgens Blix waren er - zelfs als Irak volledig zou meewerken - nog maanden nodig om de inspecties goed uit te voeren. "Teleurstellend" noemde de Zweed de informatie die Irak tot dan toe had gegeven over zijn verboden wapens. Veel vragen waren nog niet beantwoord.
Het anti-oorlogskamp ziet in de rapportage extra munitie om te pleiten voor meer tijd voor de wapeninspecteurs. Frankrijk en Rusland dreigen zelfs de Brits-Amerikaanse resolutie te blokkeren met een veto.

## Nieuwe resolutie
Onder druk van het groeiende verzet in de Veiligheidsraad besloten de Verenigde Staten, het Verenigd Koninkrijk en Spanje op 7 maart de 'oorlogsresolutie' aan te passen. De nieuwe tekst gaf Saddam Hoessein nog tot 17 maart de tijd om zich te schikken naar de wensen van de internationale gemeenschap. Zou dat niet gebeuren, dan zou gewapend ingrijpen volgen. Deze concessie kon de tegenstanders echter niet vermurwen. Vooral Frankrijk verzette zich tegen elke resolutie die, zoals Parijs dat noemde, uitging van "de logica van de oorlog".
Om de resolutie aangenomen te krijgen, moesten negen van de vijftien leden van de Veiligheidsraad instemmen. Daarnaast mocht geen enkel land zijn veto uitspreken. Frankrijk dreigde met een veto en ook Rusland dreigde het 'njet' (nee) uit te spreken.
Ook China, Duitsland en Syrië waren tegen de nieuwe resolutie. De overige leden van de Veiligheidsraad, Mexico, Pakistan, Chili, Angola, Kameroen en Guinee, hadden nog geen standpunt ingenomen. Alleen Bulgarije steunde de harde opstelling van de VS, Verenigd Koninkrijk en Spanje. De Britten sleutelden aan de tekst, om zo wel een meerderheid voor een nieuwe resolutie te vergaren.

## Bush-Blair top
Op de top die zondag 16 maart op de Azoren werd gehouden en waarbij Bush, Blair en Aznar aanwezig over de kwestie-Irak praten, concludeerde de Amerikaanse president dat "morgen het moment van de waarheid is". Bush en zijn collega's vroegen de overige leden van de Veiligheidsraad om maandag 17 maart 2003 een hard ultimatum te stellen aan Irak. "De internationale gemeenschap moet laten zien dat ze belang hecht aan vrede en veiligheid, door steun te geven aan de onmiddellijke en onvoorwaardelijke ontwapening van Saddam Hoessein", aldus Bush.
Maandagnacht 17 maart stelde Bush Saddam Hoessein en zijn zonen Oedai en Koesai een ultimatum. Ze moesten binnen 48 uur Irak verlaten, anders zouden de Verenigde Staten het land aanvallen op een moment naar hun keuze. Dat zei de Amerikaanse president in een tv-toespraak vanuit het Witte Huis. Volgens Bush had de Veiligheidsraad zijn verantwoordelijkheid niet genomen. Later verklaarden Amerikaanse zegslieden dat het ultimatum donderdag 20 maart exact om 02.15 uur (West-Europese tijd) afliep.
Volgens Bush bestond er geen twijfel over dat Irak over massavernietigingswapens beschikte. Hij waarschuwde dat er duizenden doden konden vallen als die wapens in handen zouden komen van terroristen.
Kort nadat het ultimatum van de VS was verstreken, in de nacht van donderdag 20 maart, begon de invasie in Irak. President Bush kondigde in een toespraak tot zijn landgenoten aan dat de oorlog weleens langer zou kunnen gaan duren dan menigeen verwachtte. Hij zei tevens dat het Amerikaanse leger de levens van burgers zo veel mogelijk zou sparen.
Om ongeveer half vier (Europese tijd) kwamen de eerste berichten dat het luchtafweergeschut bij Bagdad actief was. Korte tijd later kwamen er meldingen van explosies, die volgens Amerikaanse deskundigen waren veroorzaakt door kruisraketten. De Amerikaanse vliegtuigen die de eerste aanvallen op Bagdad uitvoerden, probeerden met precisiebombardementen hoge functionarissen van het Iraakse regime uit te schakelen.